# エパクト
エパクト（epact）は、暦法で用いられる言葉。太陽の動きを基本にする太陽年と、月の満ち欠けを基本にする太陰年(12朔望月を1太陰年とする)のずれを0から30までの整数値で表したものである。太陽暦に相当する太陰暦の日付を割り出したり、復活祭の日付の計算に用いられる。
語源はギリシャ語で「余所から付け足された日々」を意味するエパクタイ・ヘーメライ  (ギリシア語: επακταί ημέραι)。

## 太陽年と太陰年

朔望周期。新月(朔)から満月(望)を経て次の新月(朔)まで

太陽年（Solar year）は太陽が春分点から黄道上を移動して再び春分点に戻ってくるまでの365日周期である。太陰年（Lunar Year）は、新月から次の新月までの朔望周期を1か月（1朔望月）と考え、その12か月分とする。朔望月の長さは平均約29.5日なので太陰年は、29.5日×12か月=354日となる。つまり太陰年は太陽年より11日短いのである。
太陽年と太陰年が同時に始まった場合、太陽年が終わる時に太陰年はすでに次の年の11日目になっている。2年経てばその差は22日にまで広がる。このように太陰年が太陽年に比べて進みすぎた分をエパクト、つまり「次の年から付け足された日数」という。
地球から見える太陽の位置は常に動き、月も刻々と形を変えているが、エパクトは暦の日に対応するために整数で表す。とくにキリスト教において、エパクトは移動祝日である復活祭の日付の計算（Computus）に必要な数値であり、エパクト一覧表（下記参照）が作られている。
紀元前から用いられたユリウス暦のエパクトでは、3月22日の月齢がその年のエパクトとされた。
1582年に発布され20世紀にかけて世界各国で導入されたグレゴリオ暦では、エパクトは1月1日の月齢に等しくなっている。太陰年の始まりは朔（新月）であるから、1月1日が朔であれば太陽年と太陰年は同時スタートを切り、ずれがないためエパクトは0である。例えばエパクト数値14の年は、1月1日の時点で太陰年が既に14日進んでいる状態、つまり朔から14日目（ほぼ満月）まで進んでしまっている状態である。この「朔から何日目」に相当するのが月齢である。月齢は、朔の瞬間からの経過時間を日の単位で表現したものなので「その年のエパクト数値は1月1日の月齢に等しい」と言うことができる。ただし月齢は小数点まで表すので、エパクトと等しいのは整数部分のみである。
エパクト数値が30を越えるのは、太陽年と太陰年の累積したずれが30日以上ある状態である。太陰太陽暦では、この累積した30日で閏月を作って太陰年に加え、エパクト数値を30減らす。
太陽年の閏日はエパクトの計算には含まない。閏日をその時期の朔望月に付け加えて太陰月を29日から30日または30日から31日に増やすだけである。太陽年と太陰年の日付の差は変わらず、よってエパクトの数値は変わらない。

## メトン周期
紀元前433年に数学者メトンは、太陽年の19年分が朔望月235か月分にほぼ等しい（注意：一致はしない）というメトン周期を発見した。周期内の閏日が4日であれば計6939日、5日なら計6940日という19年周期である。
19年ごとに太陽年と太陰年が同時スタートを切るのだから、エパクト数値は19年分を繰り返し続ければいいように思われる。しかし一回のメトン周期で累積するエパクト総数は 11×19=209（1年あたり11日のずれが19年分）。209 mod 30=29で割り切れず29余っている。そこで周期の終わりにエパクトに1を加算し、(209+1) mod 30=0の状態にしてから再び1周期を始めなければならない。この周期最後のエパクト加算をサルトゥス・ルーナエ（Saltus lunae　ラテン語で月の跳躍の意）と呼ぶ。
209のエパクト（過剰日）は、30日の閏月6か月と29日の閏月1か月の計7か月に配分される（30×6+29×1=209）。太陽年19年と等しい朔望月が235か月分というのは、太陰年19年分にこの閏月が加えられた数である（12か月×19年+閏月7か月=235か月）。
メトン周期の19年は1から19の通し番号がつけられ、これを黄金数（Golden Number）と呼ぶ。黄金数は、その年のメトン周期内の位置を判別するものでエパクトや復活祭の計算などに使われる。
|              | 1995 | 1996 | 1997 | 1998 | 1999 | 2000 | 2001 | 2002 | 2003 | 2004 | 2005 | 2006 | 2007 | 2008 | 2009 | 2010 | 2011 | 2012 | 2013 |
| ------------ | ---- | ---- | ---- | ---- | ---- | ---- | ---- | ---- | ---- | ---- | ---- | ---- | ---- | ---- | ---- | ---- | ---- | ---- | ---- |
| 黄金数       | 1    | 2    | 3    | 4    | 5    | 6    | 7    | 8    | 9    | 10   | 11   | 12   | 13   | 14   | 15   | 16   | 17   | 18   | 19   |
| エパクト     | 29   | 10   | 21   | 2    | 13   | 24   | 5    | 16   | 27   | 8    | 19   | *    | 11   | 22   | 3    | 14   | 25   | 6    | 17   |
| 復活祭の満月 | 14A  | 3A   | 23M  | 11A  | 31M  | 18A  | 8A   | 28M  | 16A  | 5A   | 25M  | 13A  | 2A   | 22M  | 10A  | 30M  | 17A  | 7A   | 27M  |

満月の日付のMは3月、Aは4月。エパクトの*は30または0を示す。

## リリウスによるエパクト補正
ユリウス暦ではメトン周期（黄金数 GN）とエパクトの関係は
Epact = (11×(GN-1)) mod 30
黄金数から1を引いたものに11を掛けてそれを30で割ったときのあまりの数、という簡単な公式で求めることができた。
しかしグレゴリオ暦へ改暦した後は、単純に「エパクト＝日」と解釈することができなくなってしまった。暦を考案したアロイシウス・リリウス（Aloysius Lilius）が、2つのエパクト補正ルールを組み込んだためである。

### 太陽との調整 （-1）
まず第一は、97日の閏日を400年の間に挿入し、実際の太陽年にできるだけ近くするための補正である。ユリウス暦では4年に一度の閏年を入れた太陽年は平均365.25日で、メトン周期の太陽年は365.25日×19年=6939.75日としていた。しかしリリウス達は当時の数学・科学力を駆使して春分点を基点とした太陽年は365.2425日という数値に落ち着いた。（21世紀初頭の計算では、平均回帰年365.24219日、春分回帰年ならば365.2424日とリリウスの計算に非常に近い値が出ている。）グレゴリオ暦の定めた太陽年365.2425日の0.2425日という端数を解消するために、0.2425=97÷400、つまり97日の閏日を400年の間に導入することとなった。こうしてグレゴリオ暦と太陽年の誤差は3000年に1日という精度にまで上がった。単純な4年ごとのルールでは閏年が400年間で100回になってしまうので、「西暦が4で割り切れるが、100で割り切れる年は閏年としない（例 1900年）。ただし100と400両方で割り切れる年は閏年（例 2000年）」という規則にした。
グレゴリオ暦の閏年にならない百の年には、エパクトも1をひいて補正する。これを太陽方程式（Solar equation）と呼ぶ。グレゴリオ暦の本来の目的が3月の春分頃の朔望月を算出することなので、1、2月のエパクトに関しては正確さにこだわっていない。そのため閏日は2月であるが、年始にエパクトを補正して「その年のエパクト数値は1月1日の月齢に等しい」としている。

### 月との調整 （+1）
もう1つの補正は、2500年間に8回エパクト数値に1を加算することによって朔望月とメトン周期とのずれを調整するルールである。太陽暦であるはずのグレゴリオ暦が月の満ち欠けまで考慮しているのは、この暦がカトリックによって作成されたからである。暦作成の目的には移動祝日の復活祭の算出も含まれていた。復活祭は、イエス・キリストがユダヤ教のニサンの月（春分と過越の月）に十字架にかかって亡くなり、その死からの復活を祝う行事である。第1ニカイア公会議が決定したルールには、復活祭ができるだけ過越祭のあとに来るように「3月21日（春分）以降の最初の満月」というキーワードが含まれていた。そのためグレゴリオ暦は月の満ち欠けを無視できなかったのである。
メトン周期の235朔望月を、ユリウス暦では4年に一度の閏年を入れた平均354.25日の太陰年が19年分と、30日の閏月6か月と29日の閏月1か月で合計6939.75日と計算していた。しかし天文学の研究が進み、平均朔望月は約29.530589日であることが判明した。この値で計算し直すと、メトン周期の235朔望月は約0.061585日短くなってしまった。時間に直すと約1時間半の差であるが、約310年で差が24時間、つまり月齢（エパクト）が一日ずれてしまうことになった。そこでグレゴリオ暦の2500年間に8回、エパクト数値に1を加算することにした。これを太陰方程式（Lunar equation）と呼ぶ。西暦1800年から始り、300年ごとに7回、その400年後に8回目を行って2500年の周期が終わる。次回の施行は2100年である。この影響でグレゴリオ暦のエパクト表は100年から300年ごとに更新する必要性が出てきた。上記のエパクト一覧表は1900年から2199年までのみ有効である。

## グレゴリオ暦のエパクト
グレゴリオ暦にはエパクトが30通りある。エパクトは必ずmodulo 30（30で割ったときの余り）で表す。modulo 30=0はきれいに割り切れた状態、つまりスタート地点である新月を示す。エパクトの単位は朔望日(1朔望月の1/30)で、インド暦法におけるティティと同じである。朔望月は30日未満であるため、エパクト単位である1朔望日も実際の一日よりも短い。
次の点でもエパクトが暦の日と対応しないことがわかる（用語と方法については復活祭の日付の計算を参照のこと）。実際に起こる朔望月のうち、その半分は29日で終わる。カレンダリウム（calendarium 新月帳簿）を見れば、エパクトが2つある日（黄金数が11以下の年ならxxivとxxvの2月5日、11以上の年ならxxviと25の2月4日）がわかる。このような日は、エパクトの数値を1修正しても、新月（そして満月）の日が1日ずれない場合もある。つまりエパクト補正は平均して1日未満の修正であるため、エパクトを暦の日として計ることはできない。
| 1/1  | *   | 1/2  | xxix  | 1/3  | xxviii | 1/4  | xxvii | 1/5  | xxvi    | 1/6  | xxv 25   | 1/7  | xxiv  | 1/8  | xxiii | 1/9  | xxii | 1/10 | xxi |
| 1/11 | xx  | 1/12 | xix   | 1/13 | xviii  | 1/14 | xvii  | 1/15 | xvi     | 1/16 | xv       | 1/17 | xiv   | 1/18 | xiii  | 1/19 | xii  | 1/20 | xi  |
| 1/21 | x   | 1/22 | ix    | 1/23 | viii   | 1/24 | vii   | 1/25 | vi      | 1/26 | v        | 1/27 | iv    | 1/28 | iii   | 1/29 | ii   | 1/30 | i   |
| 1/31 | *   | 2/1  | xxix  | 2/2  | xxviii | 2/3  | xxvii | 2/4  | xxvi 25 | 2/5  | xxv xxiv | 2/6  | xxiii | 2/7  | xxii  | 2/8  | xxi  | 2/9  | xx  |
| 2/10 | xix | 2/11 | xviii | 2/12 | xvii   | 2/13 | xvi   | 2/14 | xv      | 2/15 | xiv      | 2/16 | xiii  | 2/17 | xii   | 2/18 | xi   | 2/19 | x   |
| 2/20 | ix  | 2/21 | viii  | 2/22 | vii    | 2/23 | vi    | 2/24 | v       | 2/25 | iv       | 2/26 | iii   | 2/27 | ii    | 2/28 | i    | 3/1  | *   |

リリウスは太陽太陰暦とユリウス暦を再び同調させるために太陽方程式を導入し、そうすることによって平均朔望月とユリウス暦とのずれを太陰方程式でもって長期的に修正しようとしたのだろうという意見があるかもしれない。しかし、太陰方程式はユリウス暦ではなくグレゴリオ暦の始めに導入されたのだ。グレゴリオ暦のエパクトの完全周期は570万年である。エパクトを日にちとして数えると、太陰暦もこれほど長い年月のグレゴリオ暦やユリウス暦の中に周期性を見出すことはできない。